# Іванов Володимир Ілліч
Володимир Ілліч Іванов (нар. 14 липня 1982, м. Херсон) — український політик. Народний депутат України 9-го скликання. Член тимчасової слідчої комісії ВРУ з питань перевірки та оцінки стану акціонерного товариства «Українська залізниця», розслідування фактів можливої бездіяльності, порушення законодавства України органами управління зазначеного підприємства, що призвели до значного погіршення технічного стану підприємства та основних виробничих показників (з 27 січня 2021).

## Життєпис
Закінчив Херсонський державний аграрний університет (спеціальність «Інженер-будівельник»).
Директор з виробництва на аграрному підприємстві.
Кандидат у народні депутати від партії «Слуга народу» на парламентських виборах у 2019 році (виборчий округ № 185, м. Каховка, Верхньорогачицький, Генічеський, Іванівський, Каховський, Нижньосірогозький, Новотроїцький райони, частина Чаплинського району). На час виборів: директор з виробництва ТОВ «Агропроект-Юг», проживає в м. Херсоні. Член партії «Слуга народу».
Член Комітету Верховної Ради з питань організації державної влади, місцевого самоврядування, регіонального розвитку та містобудування.

## Критика
У 2022 році проголосував за містобудівну реформу, яка впроваджувалася в інтересах забудовників.
22 липня 2025 року проголосував за проєкт закону 12414, що обмежує Національне антикорупційне бюро України та Спеціалізовану антикорупційну прокуратуру. Закон викликав хвилю антикорупційних протестів.